# Campecopea lusitanica
Campecopea lusitanica là một loài chân đều trong họ Sphaeromatidae. Loài này được Nolting, Reboreda & Wägele miêu tả khoa học năm 1998.